# ロクールの戦い

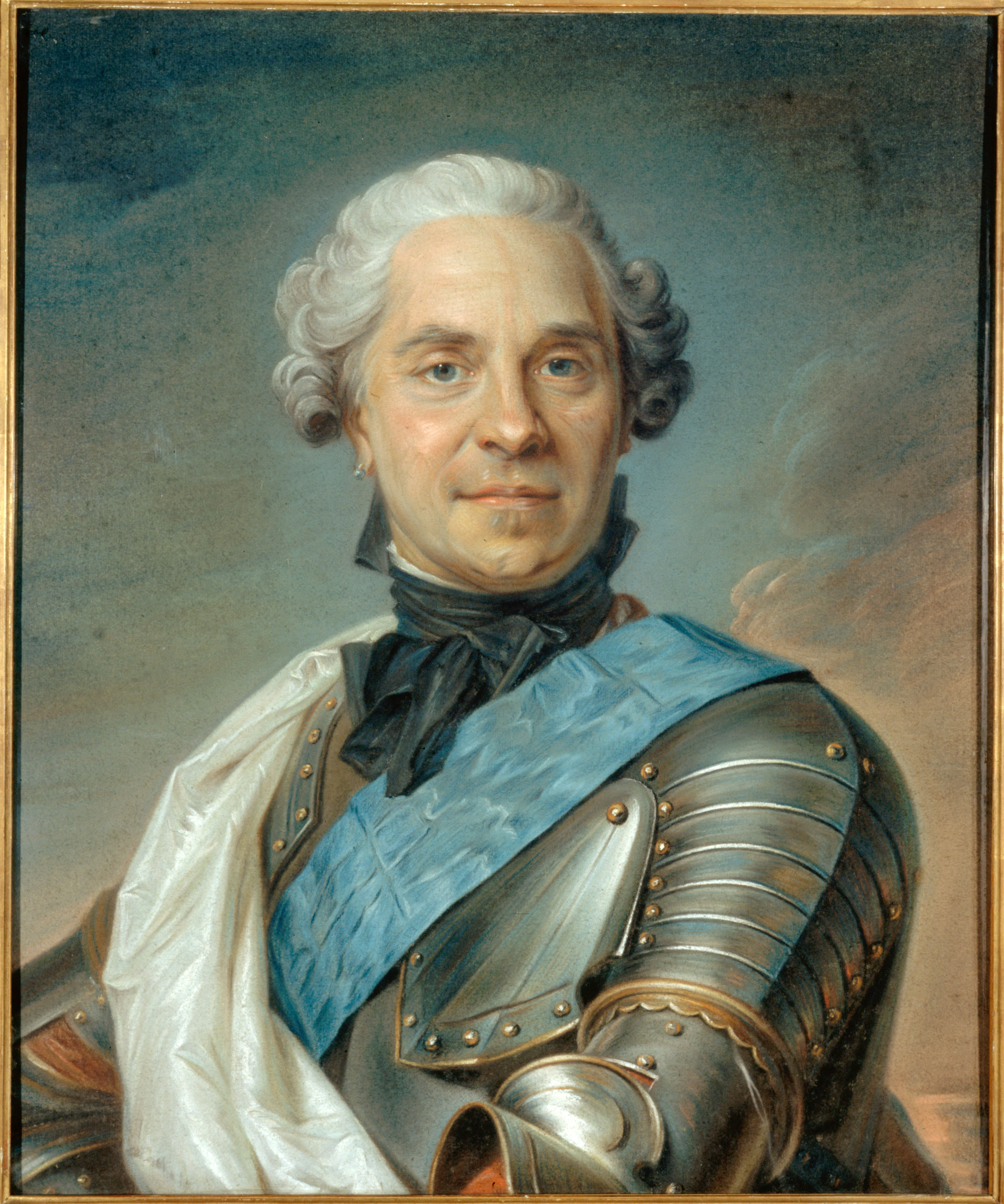
モーリス・ド・サックス

ロクールの戦い（ロクールのたたかい、フランス語: Bataille de Rocourt）は、オーストリア継承戦争中の1746年10月11日、フランス王国軍がリエージュ近くのロクールでオーストリア、イギリス、ハノーファー、オランダの連合軍に勝利した戦闘。フランスの勝利ではあったが、フランスのモーリス・ド・サックスが期待したほどの決定的な勝利にはならなかった。

## 戦前の動き
モーリス・ド・サックス率いるフランス軍はフランドル地方の侵攻をほぼ終わらせ、次にネーデルラントを脅かしていた。国事詔書を支持する同盟軍はカール・アレクサンダー・フォン・ロートリンゲンを司令官とし、サー・ジョン・リゴンアーはイギリス軍を率いた。同盟軍はリエージュ近くに布陣し、ヴァルデック侯率いるオランダ軍がリエージュからロクールまでの左翼に、イギリスとハノーファー軍が中央に、オーストリア軍が右翼に位置した。

## 戦闘

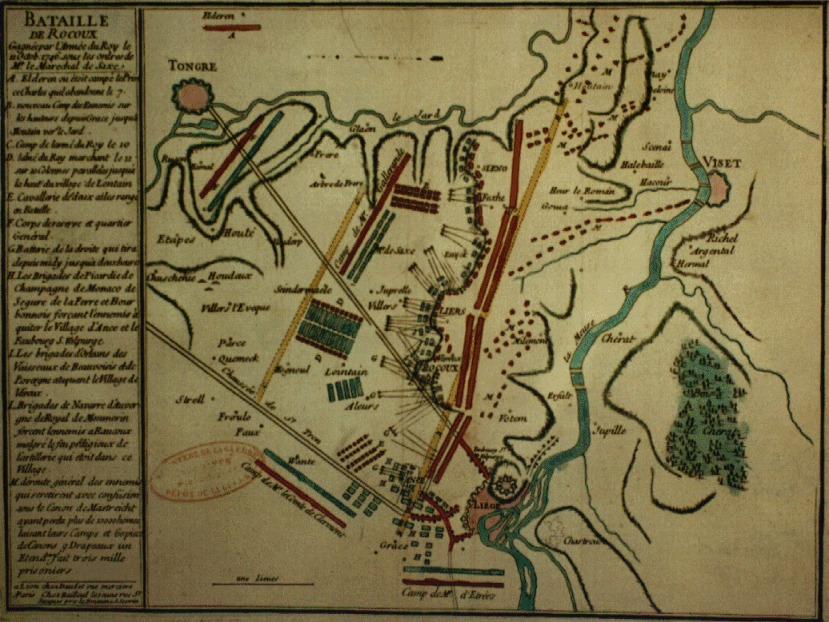
ロクールの戦いの地図

フランス軍は同盟軍左翼、リエージュとロクールの間にいるオランダ軍に集中して攻撃し、数で大幅に上回ることもあり3度目の突撃で撃破した。オランダ軍はイギリス軍とハノーファー軍の後ろへと撤退した。フランス軍がだんだんと前進するにつれ、同盟軍が後退した。同盟軍右翼のオーストリア軍はフランス軍から攻撃されることなく、自ら前進してフランス軍左翼を攻撃することもなかった。リゴンアーの騎兵とイギリス、ハノーファー、オランダ歩兵の一部は後衛として、撤退する同盟軍をフランス軍の追撃から守った。フランス軍は勝利したが、同盟軍も撤退に成功した。フランス軍はリエージュを占領した。

## 結果
ロクールの戦いは、サックスの3つの大勝のうち2つ目となった。フランス軍は勝利した直後にリエージュを占領し、戦争の終わりまでにオーストリア領ネーデルラントにおけるオーストリア支配を瓦解した。